# Jean Witkowski
Pour les personnes ayant le même patronyme, voir Witkowski.
Jean Witkowski, fils de Georges Martin Witkowski, est un chef de chœur et chef d'orchestre français né à Vouziers le 23 mai 1895 et décédé le 24 mai 1953 à Lyon d'une pleurésie.

## Biographie
Jean Witkowski étudie la musique avec son père, le violoncelle avec Léonce Allard et le piano avec Blanche Selva. Il débute comme timbalier à 13 ans dans l'orchestre de son père, poste qu'il occupera pendant 11 ans. Comme violoncelliste, il participera à plusieurs formations (Trio Trillat, Quatuor Guichardon, Quatuor Crinière).
Engagé volontaire, il sera grièvement blessé sur la Somme en 1916.
En janvier 1923, il fait ses débuts comme chef de chœur à la Schola Cantorum de Lyon, puis le 24 novembre 1929 comme chef d'orchestre. Il participe à des quatuors et forme avecla violoniste Hortense de Sampigny et le pianiste Ennemond Trillat le "trio Trillat" qui effectue des tournées en France et à l'étranger. Il participe à la création d'œuvres de nombreux artistes tels que Vincent d'Indy, Adrien Rougier, Florent Schmitt, ou encore son propre père Georges Martin Witkowski. Il fait également venir à Lyon les interprètes parmi les plus renommés de l'époque :  Robert Casadesus, Zino Francescatti, Jacques Thibaud, Alfred Cortot, Yves Nat, Ninon Vallin, Ginette Neveu, Ennemond Trillat, Marguerite Long, Paul Tortelier, Samson François, etc. Florent Schmitt le surnomme "le Casals français".
À la mort de son père en 1943, il lui succède à la tête de l'Association Philharmonique (de Lyon).

## Sources